# 正美堂
株式会社正美堂（しょうびどう）は、腕時計や懐中時計・掛け時計など時計の小売を行う高知県高知市の企業。

## 概要
1969年開店。創業者はかつて高知市帯屋町にあった川村時計店（1998年閉店）に勤めていた。同じく川村時計店出身者が開いた店としては、帯屋町のCOCCO（旧宝石堂）がある。
実店舗での売り上げが落ち込んだことから、2001年5月にウェブサイトを開設した。サイトは実店舗に比べて若年層向けに設定し住み分けを図った。その後ネット販売は月商1000万円超の事業に成長し、実店舗もサイトを見て訪れる客が8割となるなど好影響をもたらした。専門に扱う業者が少ない懐中時計を主力商品としており、2016年と2017年には東京で懐中時計の展示会を開催した。時計についてのノウハウを紹介するYouTubeチャンネルを通したプロモーションを行っていることでも知られる。

## 沿革
- 1969年 時計・宝飾品の販売店として創業。
- 1973年 法人化。
- 2001年 「正美堂」ウェブサイト開設。
- 2009年10月 有限会社から株式会社に変更[1]、組織変更にあたり店舗も改装し、時計専門店としてフルリニューアル。